# Robert Estoublon
Robert, Marie Estoublon, né le 28 novembre 1844 à Ivoy-le-Pré (Cher) et mort le 16 janvier 1905 à Paris, est un juriste français, directeur de l'École de droit d'Alger de 1880 à 1895 puis professeur de droit musulman à la Faculté de droit de Paris. Il est surtout connu pour son Code de l'Algérie annoté.

## Formation
Élève du lycée de Bourges, il obtient son baccalauréat ès lettres en 1860. Il passe un an (1863-1864) à l'École centrale des arts et manufactures avant de commencer des études de droit. Licencié en droit à la faculté de droit de Paris (1867).

## Code de l'Algérie annoté
- Code de l'Algérie annoté : recueil chronologique des lois, ordonnances, décrets, arrêtés, circulaires, etc., formant la législation algérienne actuellement en vigueur, Alger, A. Jourdan, 1896, 1064+135, in-4o (BNF 30771510)